# Tơ mành
Hiptage benghalensis là một loài thực vật có hoa trong họ Malpighiaceae. Loài này được (L.) Kurz mô tả khoa học đầu tiên năm 1874.

## Hình ảnh

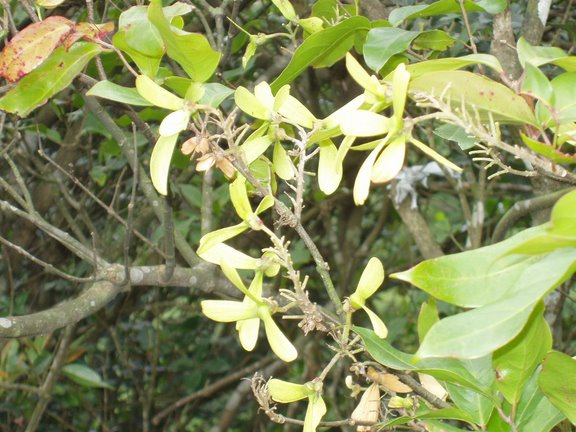
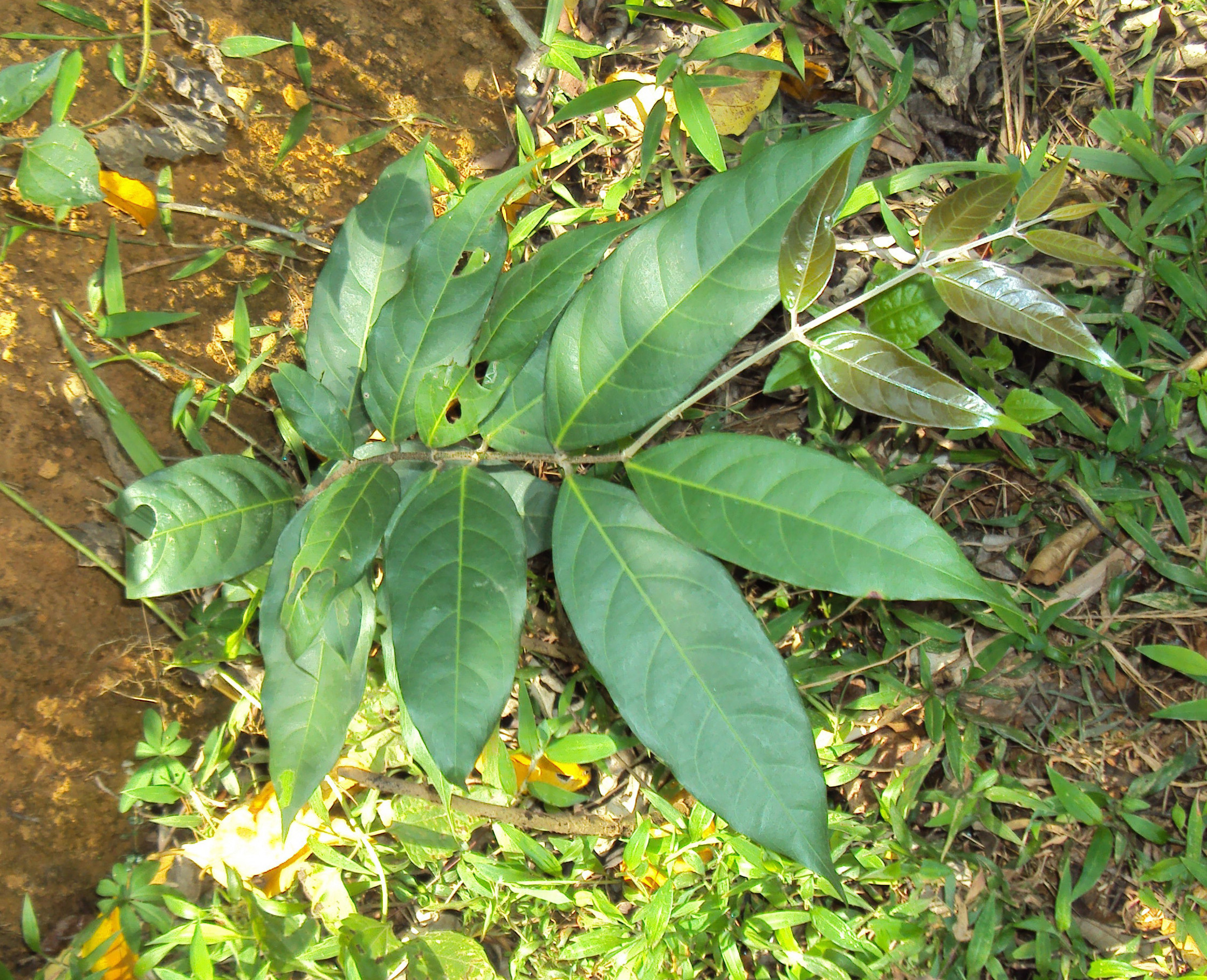
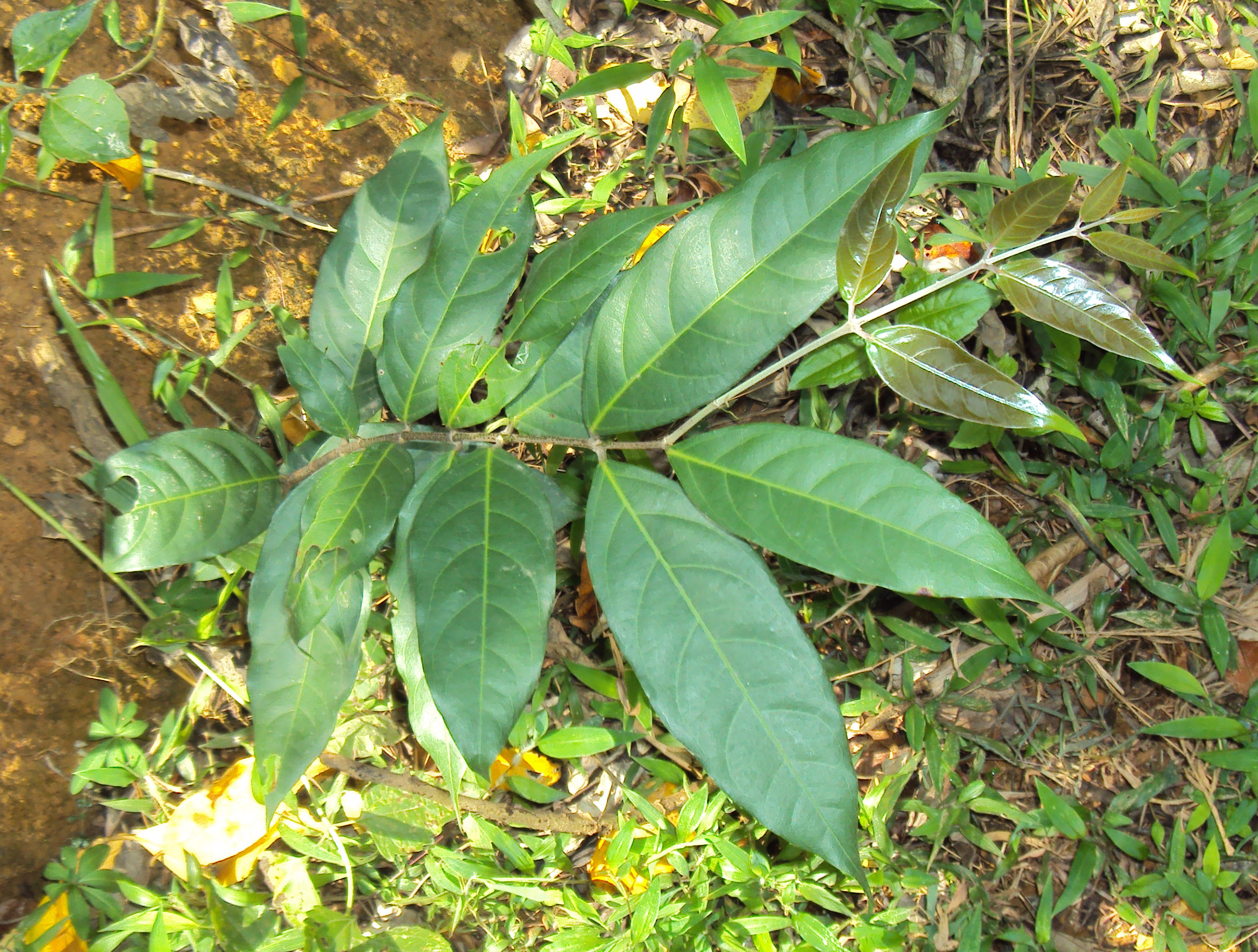
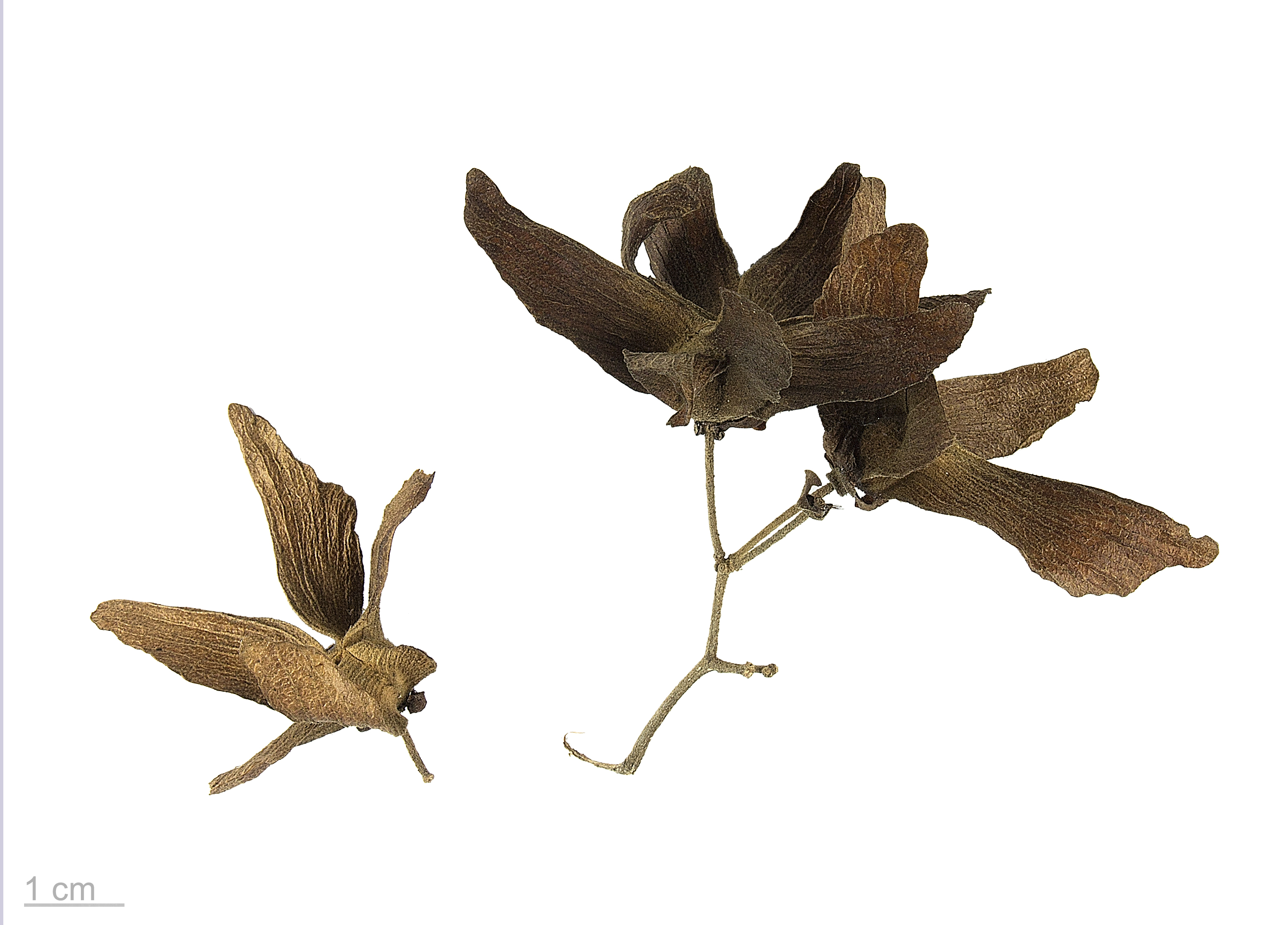
Hiptage benghalensis - Museum specimen